# Хіоська сеньйорія
Хіосська сеньйорія (італ. La signoria di Chio, грец. Ηγεμονία της Χίου) — недовговічна генуезька держава на островах Егейського моря, якою керувала династія Дзаккарія. Столицею держави було місто Хіос, розташоване на однойменному острові в архіпелазі Східні Споради. Острів був захоплений у Візантії генуезьким сеньйором Бенедетто I Дзаккарія у 1304 році. Після цього влада італійців поширилася на острови Самос та Кос.
Сеньйорія Хіоса формально була васалом Візантійської імперії, але фактично Дзаккарії керували островом як незалежні правителі. Держава проіснувала до 1329, коли за підтримки місцевого грецького населення Візантійській імперії вдалося відновити свою владу в регіоні.

## Історія

### Виникнення сеньйорії
Наприкінці XIII — на початку XIV століття при Візантійському дворі набула великого впливу генуезька династія Дзаккарія. Так, імператор Михайло VIII Палеолог віддав заміж свою сестру за адмірала Бенедетто Дзаккарія. У свою чергу, його брат Мануеле Дзаккарія отримав у володіння Фокею, прибережне місто в Малій Азії. Мануеле перетворив свої володіння в автономну Фокейську сеньйорію та організував прибуткову торгівлю галунами, які видобувались в околицях міста. Після смерті Мануеле в 1287 році, сеньйором Фокеї став його брат під іменем Бенедетто I .
З приходом до влади візантійського імператора Андроніка II Палеолога, візантійський військово-морський флот ослаб і занепав. Османські пірати стали часто непокоїти візантійські володіння в Егейському морі і у 1302—1303 роках їхнього нападу зазнав острів Хіос, що знаходився поруч із Фокеєю. У 1304 році під приводом захисту від османських піратів, Бенедетто I захопив Хіос, а також острови Самос і Кос, і заснував на новій підконтрольній території острівну сеньйорію.

### Внутрішній та зовнішній розвиток Хіосської сеньйорії
Захопивши острови, Бенедетто I аргументував свої дії перед Візантією тим, що це був вимушений захід, який запобігав захопленню островів османськими піратами. Імператор Андронік II Палеолог був безсилий повернути Хіос військовим шляхом і визнав Бенедетто I правителем Хіоса, Самоса та Коса, але під візантійським сюзеренітетом на 10 років, який потім поновлювався з п'ятирічними інтервалами .

Ставши правителем островів, Бенедетто I зміг привернути до себе місцевих грецьких землевласників, зосередивши у руках контроль над Хіосом. Цією дією Дзаккарія забезпечив собі лояльність грецьких землевласників до генуезького володарювання. Після цього успіху Бенедетто організував в Егейському морі торгівлю мастикою, смолою, сіллю та сільськогосподарськими продуктами. Слабкий досвід бойових дій османських піратів і фактична відсутність бойових кораблів у Візантії за імператора Андроніка II дозволили Дзаккарія ефективно управляти Хіоською сеньйорією .

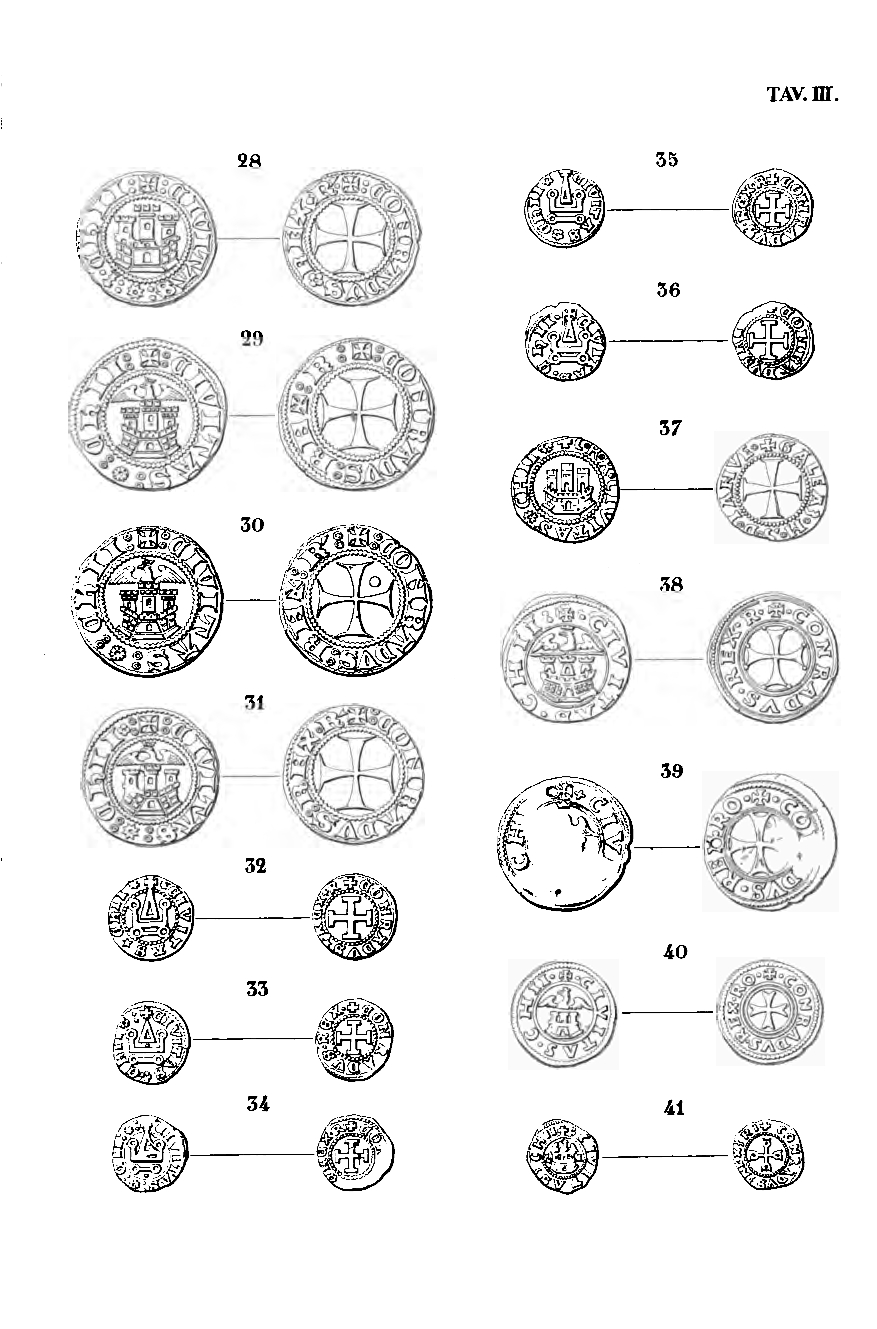
Монети, що карбувались Мартіно Дзаккарією

Бенедетто помер у 1307 році, наступником острівних володінь став його син Палеолого, про якого збереглося мало відомостей. Палеолого помер бездітним у 1314 році, і Хіоська сеньйорія перейшла до двоюрідних племінників Бенедетто I — Мартіно та Бенедетто II Дзаккарія.
Хіос був невеликою, але багатою областю, з якою вдавалося отримувати річний дохід у 120 тисяч золотих візантійських гіперперонів. Сеньйор Мартіно із співправителем Бенедетто II перетворили місто Хіос на укріплену столицю підконтрольної їм території. Мартіно, зі своєю невеликою армією та флотом, досяг значних успіхів у боротьбі проти турків Айдинського бейлика. Так, в 1319 році Дзаккарія, спільно з лицарями-госпітальєрами, завдав нищівної поразки турецькому флоту Айдинського бейлика в битві при Хіосі.
За свого правління Мартіно, як стверджують західні джерела, захопив у полон або вбив понад 10 тисяч турків. Більше того, сеньйор отримував щорічну данину, щоб Дзаккарія не нападав на турецькі володіння . Тим самим Мартіно отримав похвалу від своїх сучасників, включаючи Папу Римського і Філіпа I Тарентського — титулярного латинського імператора Константинополя, який в 1325 назвав його «королем і деспотом Малої Азії» . Більше того, Філіп передав Мартіно у володіння острови Хіос, Самос, Кос і Лесбос, які становили частину Латинської імперії за договором про розподіл Візантії в 1204 році. Також номінальний латинський імператор поступився сеньйору Ікарію, Тенедос, Ойноусес та острів Мармара. Ці дари, втім, були символічними, оскільки крім перших трьох островів, які Мартіно разом із Бенедетто II вже контролював, інші були у руках візантійців чи турків. У відповідь Мартіно, також символічно, пообіцяв допомогти Філіппу в його боротьбі за відновлення Латинської імперії в Константинополі .
Незважаючи на зв'язок між Мартіно та титулярним латинським імператором, відносини з візантійським імператором Андроніком II залишалися добрими, і влада італійської династії на Хіосі була продовжена у 1324 році. Водночас правління Дзаккарія ставало дедалі більш автократичним. Близько 1325 року він скинув свого брата Бенедетто II як співправителя Хіоса, ставши одноосібним правителем острівних володінь. У цьому році він також розпочав карбувати власні монети.

### Падіння сеньйорії
В 1328 на візантійський престол зійшов Андронік III Палеолог, при якому почалося активне будівництво нового флоту. У той же час, один з грецьких феодалів Хіоса Лео Калотетос вирушив від імені грецького населення острова для зустрічі з новим імператором, щоб запропонувати завоювання острова. Андронік III охоче погодився. В 1329 Візантійський імператор уклав союз з Айдинським бейліком і, використовуючи як привід несанкціоноване будівництво сеньйором Мартіно фортеці на Хіосі, вирушив до володінь Дзаккарії .
Після того, як візантійсько-айдинська ескадра дісталася острова, Андронік III запропонував Мартіно зберегти свою владу в сеньйорії в обмін на встановлення візантійського гарнізону та виплату щорічної данини. Мартіно відмовився і потопив три галери, що стояли в гавані, а також заборонив своїм грецьким підданим носити зброю під страхом смерті. Після цього Дзаккарія замкнувся з 800 солдатами за стінами свого замку. Однак, коли хіоський правитель побачив, що його брат Бенедетто II передав сусідню фортецю імператору, а грецьке населення острова відмовилося підтримати сеньйора, Мартіно усвідомив безнадійність свого становища. Дзаккарія відправив своїх гінців просити миру. Андронік відкинув мирні переговори, вимагаючи повну здачу хіоського правителя. Мартіно погодився на це і здався візантійцям у 1329 році. Жителі Хіоса вимагали страти Дзакарії, але найближчий сподвижник імператора Іоанн Кантакузін переконав зберегти йому життя. Його дружині Жаклін де ла Рош, баронесі Велигоста та Дамали в Ахейському князівстві, було дозволено піти на волю зі своєю родиною та всім, що вони могли забрати .
У той же час Мартіно Дзаккарію взяли в полон і відправили до Константинополя. Після цього Андронік III запропонував губернаторство Хіоса братові скиненого сеньйора — Бенедетто II, але той зажадав таку саму автономію, якою користувалися його попередники. Такий крок був неприйнятним для імператора, і замість Дзаккарі губернатором був призначений місцевий грецький феодал Лео Калотетос .

### Подальша історія Хіоса
Хіос повернувся до складу Візантійської імперії. Однак незадоволений рішенням візантійського імператора Бенедетто II вирушив до Галати, де заручився допомогою Венеції. В 1330 Дзаккарія, за допомогою наданих йому восьми венеційських кораблів, атакував Хіос, сподіваючись відновити втрачену сеньйорію. Однак Бенедетто зазнав нищівної поразки і був змушений відступити в Галату, де він і помер від інсульту цього ж року.
Хіос залишався у складі Візантії до 1346 року. Скориставшись громадянською війною у Візантії, що спалахнула в імперії в 1341—1347 роках, генуезці знову захопили острів, який став управлятись генуезькою маоною Хіоса і Фокеї або маоною Джустініані. Маона управляла Хіосом до 1566 року, коли острів був остаточно захоплений Османською імперією.

## Сеньйори Хіоса
| Ім'я                   | Ім'я італійською      | Роки правління | Примітки              |
| ---------------------- | --------------------- | -------------- | --------------------- |
| Бенедетто I Дзаккарія  | Benedetto I Zaccaria  | 1304-1307      | засновник держави     |
| Палеолого Дзаккарія    | Paleologo Zaccaria    | 1307-1314      |                       |
| Бенедетто II Дзаккарія | Benedetto II Zaccaria | 1314-1325      | співправитель Мартіно |
| Мартіно Дзаккарія      | Martino Zaccaria      | 1314-1329      |                       |